# Paracilicaea keijii
Paracilicaea keijii är en kräftdjursart som beskrevs av Javed 1990. Paracilicaea keijii ingår i släktet Paracilicaea och familjen klotkräftor. Inga underarter finns listade i Catalogue of Life.